# 沼田製粉
沼田製粉株式会社（ぬまだせいふん）とは、富山県小矢部市（津沢地区）に本社を置く1830年（天保元年）創業の老舗の製粉メーカーである。

## 主な製品
- 小麦粉
- プレミックス
- 蕎麦粉
- 乾麺
- 飼料
- 製パン・製麺用副資材

## 関連会社
- 津沢倉庫株式会社
- 株式会社パンエリート